# Obligación alternativa
Obligación alternativa o disyuntiva es una especie de obligación de objeto múltiple que consiste en que se deben varias cosas, de tal manera que la ejecución de una de ellas libera de la ejecución de las otras. En el mismo sentido se expresa el Diccionario de la lengua española: «obligación que, entre varias prestaciones, puede pagarse con una sola y completa, correspondiendo la elección, por regla general, al deudor». Se diferencia de la obligación acumulativa en que en esta deben entregarse todos los objetos (o ejecutarse todas las prestaciones) para que la obligación se entienda cumplida. En la obligación alternativa, en cambio, basta con que el deudor entregue una sola de ellas. También se diferencia de la obligación facultativa, ya que en ella el acreedor solo puede exigir la única cosa debida, en la alternativa, en cambio, el acreedor puede exigir cualquier cosa. La obligación alternativa se caracteriza por la conjunción disyuntiva «o». Por ejemplo, el deudor debe a su acreedor una vaca o un caballo.

## Características
- La elección de la cosa corresponde a la parte que establezca el contrato. Si este nada dice, la elección la hace el deudor.
- La acción del acreedor para exigir el cumplimiento será mueble o inmueble dependiendo la elección que haga él o su deudor y desde la elección actúa retroactivamente.
- El acreedor no puede exigir una cosa determinada (salvo que la elección sea suya).
- Al haber multiplicidad de deudores o acreedores, a quienes les corresponda hacer la elección lo harán común acuerdo.[3]

## Efectos de las obligaciones acumulativas

### Efectos antes del cumplimiento

#### Si la elección es del deudor
El acreedor no puede exigir particularmente una de las cosas debidas. De esta manera el deudor si lo desea puede enajenar o destruir a su arbitrio cualquier cosa debida mientras subsista una de ellas para poder cumplir con ella a su acreedor.

#### Si la elección es del acreedor
Si la elección es del acreedor, este puede escoger cualquier cosa y si entre ellas hay cosas específicas, el deudor tiene la obligación adicional de cuidar la cosa.

### Efectos en el cumplimiento
El deudor, para quedar totalmente liberado de responsabilidad, debe pagar o ejecutar una de las cosas que alternativamente deba y no puede obligar a su acreedor a que acepte parte de una y de otra (principio de indivisibilidad del pago).

### Efectos en el incumplimiento

#### Al haber pérdida fortuita
Al producirse la pérdida fortuita de todas las especies, se extingue la obligación por el modo pérdida de la cosa debida. Si la extinción fuese parcial, la obligación subsiste en las otras cosas.

#### Al haber pérdida culpable
Al producirse la pérdida culpable de todas las especies, el deudor queda obligado a pagar la indemnización de perjuicios más el precio de una cosa que él elija, o que el acreedor elija, si fuere suya la elección. Si la extinción fuese parcial, el deudor puede elegir cualquiera de las cosas restantes para liberarse de la obligación, pero si la elección de la cosa era del acreedor, este tiene derecho a optar entre alguna de las cosas que resten o demandar el precio de la cosa, ambos con indemnización de perjuicios.